# Portada/efemèride desembre 29
Carl Spitteler
« 28 de desembre · 29 de desembre · 30 de desembre »